# Melanthia catenaria
Melanthia catenaria là một loài bướm đêm trong họ Geometridae.